# Municipio de Fenton (Minnesota)
El municipio de Fenton (en inglés: Fenton Township) es un municipio ubicado en el condado de Murray en el estado estadounidense de Minnesota. En el año 2010 tenía una población de 177 habitantes y una densidad poblacional de 1,91 personas por km².

## Geografía
El municipio de Fenton se encuentra ubicado en las coordenadas 43°53′13″N 95°52′56″O / 43.88694, -95.88222. Según la Oficina del Censo de los Estados Unidos, el municipio tiene una superficie total de 92.83 km², de la cual 92,66 km² corresponden a tierra firme y (0,18 %) 0,16 km² es agua.

## Demografía
Según el censo de 2010, había 177 personas residiendo en el municipio de Fenton. La densidad de población era de 1,91 hab./km². De los 177 habitantes, el municipio de Fenton estaba compuesto por el 91,53 % blancos, el 1,13 % eran afroamericanos, el 1,13 % eran amerindios, el 3,39 % eran asiáticos, el 2,82 % eran de otras razas. Del total de la población el 2,82 % eran hispanos o latinos de cualquier raza.